# جايسون تشانغ
جايسون تشانغ (بالصينية: 张杰) هو مغني صيني، ولد في 20 ديسمبر 1982 في تشنغدو في الصين.

## وصلات خارجية
- جايسون تشانغ على موقع IMDb (الإنجليزية)
- جايسون تشانغ على موقع ميوزك برينز (الإنجليزية)
- جايسون تشانغ على موقع ديسكوغز (الإنجليزية)